# Padborg Kombiterminal

Padborg Kombiterminal ist ein Güterbahnhof im dänischen Padborg. Er wurde am 9. Februar 1987 von den Danske Statsbaner (DSB) eröffnet.

## Geschichte
Nachdem das Terminal von DSB Gods/Railion Danmark betrieben wurde, lag es mehrere Jahre lang ungenutzt. 2007 nahm das Transportunternehmen Bring (ehemals Frigoscandia) zusammen mit dem Eisenbahnverkehrsunternehmen TX Logistik den Betrieb wieder auf. Im Mai 2011 entschied sich TX Logistik, anstelle von Bring den Terminalbetrieb zu übernehmen.
Das Eigentum am Kombiterminal ging 2011 von den DSB auf Banedanmark über. Für das Terminal und seinen Betrieb gilt ebenso wie für die beiden anderen und etwas größeren staatlichen Kombiterminals in Taulov und Høje Taastrup die „Erklärung zur Annahmepflicht für Kombiterminals“. Dies bedeutet, dass der Terminalbetreiber verpflichtet ist, das Terminal und die damit verbundenen Funktionen und Dienstleistungen (z. B. Gleisvorbereitungsanlagen, Tragfähigkeit, Zufahrtsstraßen, Bereitstellungsflächen) den Eisenbahnunternehmen zu gleichen und diskriminierungsfreien Bedingungen gegen Entgelt zur Verfügung zu stellen.

## Technische Daten
Für den Intermodalverkehr stehen auf dem Gelände mit 25 000 m² zwei Gleise mit einer Länge von je 500 m zur Verfügung.

## Verkehr
Von Padborg verkehrt täglich außer an Sonntagen ein Güterzug nach Verona.